# 聖克魯斯縣 (亞利桑那州)
聖克魯斯縣（英語：Santa Cruz County）是美国亞利桑那州南部的一個縣，南鄰墨西哥，面積3,207平方公里。根據2020年美國人口普查，人口47,669人。縣治諾加利斯（Nogales）。該縣成立於1899年3月15日。縣名來自聖克魯斯河。